# OB型星
OB型星 (OB star)は、スペクトル型OまたはBの熱くて重い恒星である。OBアソシエーションと呼ばれる緩いグループを形成する。寿命は短く、誕生した場所からそれほど遠くには動かない。生涯を通じ、大量の紫外線を放出する。この放射はすぐに周囲の分子雲の星間物質をイオン化し、HII領域やストレームグレン球を形成する。